# Belgern-Schildau
Belgern-Schildau is een stad in de Duitse deelstaat Saksen. De stad, die bestaat uit 22 ortsteilen, werd op 1 januari 2013 gevormd uit de fusie van de steden Belgern en Schildau. De bestuurszetel bevindt zich in Belgern.

## Geografie

### Geografische ligging
Belgern-Schildau strekt zich uit over een oppervlakte van 158,3 km² tussen de Elbe in het oosten en het noordwestelijke einde van de Dahlener Heide. De heide, waarvan grote delen als beschermd landschap zijn aangewezen, deelt de beide hoofdplaatsen van elkaar. Belgern-Schildau ligt ongeveer negen kilometer zuidelijk van de Große Kreisstadt Torgau. De Große Kreisstadt Wurzen ligt vanuit het centrum van het gemeentegebied op ongeveer 25 kilometer afstand.  Belgern ligt op een hoogte van 156 m. NN, Schildau op 127 m.
Aan het stadsgebied grenst in het noordwesten de gemeente Mockrehna, in het noorden is Torgau de buurgemeente. Noordoostelijk van de stad ligt Arzberg. In het oosten grnest Belgern-Schildau aan de stad Mühlberg/Elbe uit de Brandenburgse Landkreis Elbe-Elster. De zuidgrens van het stadsgebied ligt aan Cavertitz en Dahlen. Ten westen van de stad ligt de gemeente Lossatal uit de Landkreis Leipzig.

### Stadsindeling

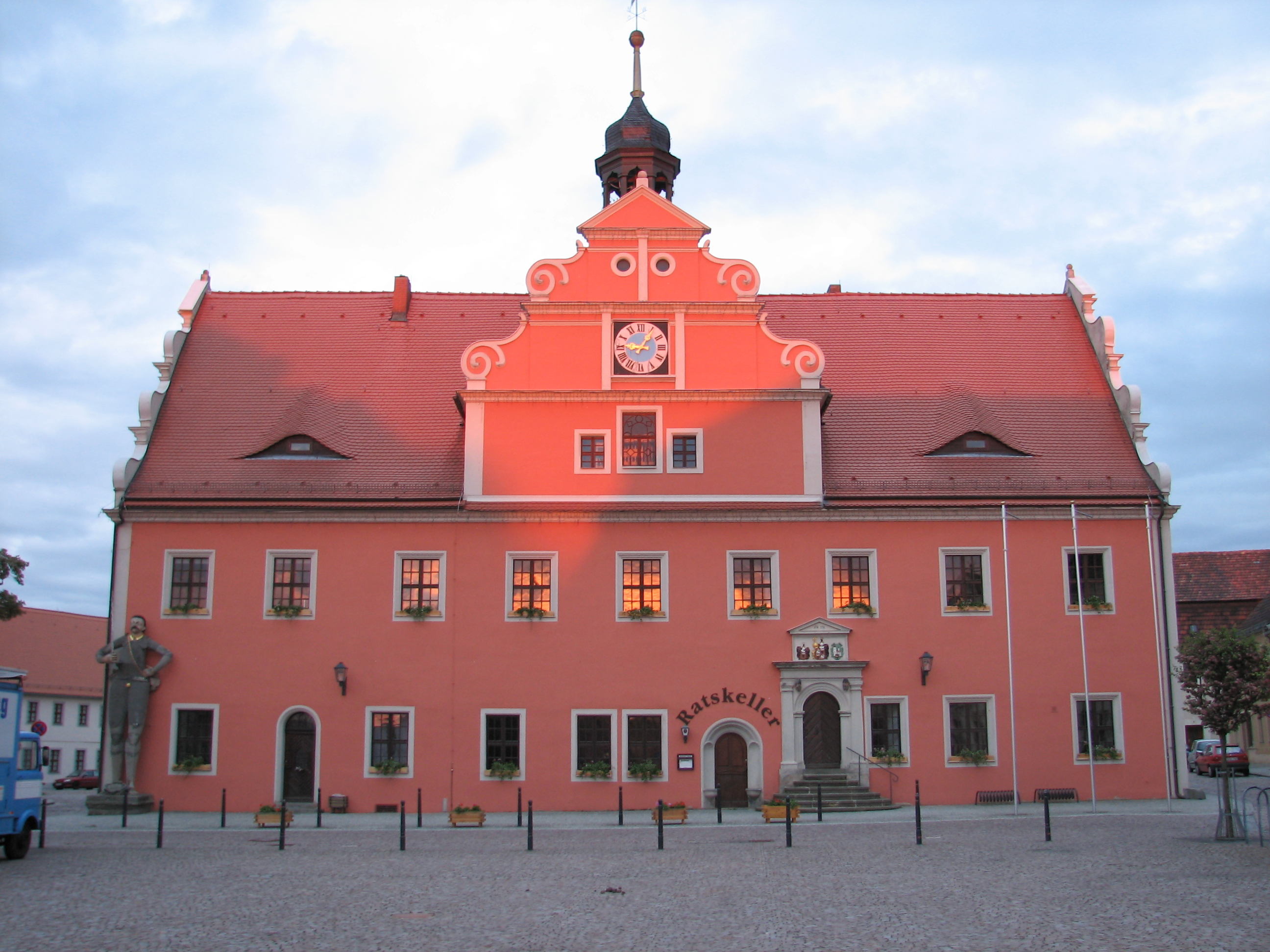
Het Belgerner Raadhuis, bestuurszetel van de stad

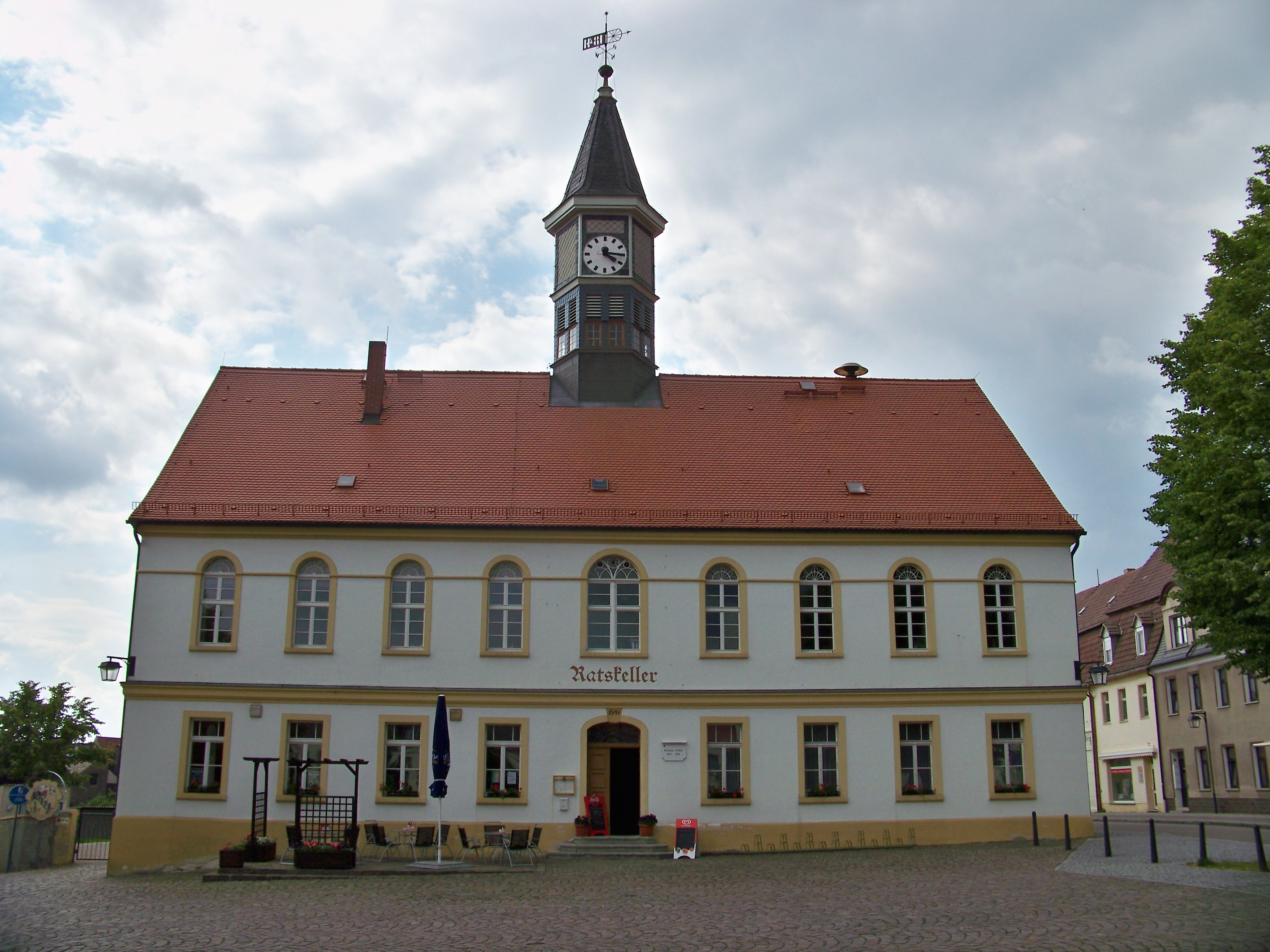
Het raadhuis in Schildau wordt als dependance gebruikt.

Tot Belgern-Schildau behoren de volgende ortsteilen:
| - Ammelgoßwitz - Belgern - Bockwitz - Döbeltitz - Dröschkau | - Kaisa - Kobershain - Lausa - Liebersee - Mahitzschen | - Neußen - Oelzschau - Plotha - Probsthain - Schildau | - Seydewitz - Sitzenroda - Staritz - Taura - Wohlau |

Naast de ambtelijke ortsteilen zijn er nog een aantal wüstungen in het stadsgebied. Baurik, Dölbitz, Förstchen, Heide, Katschitz, Krausnitz, Treblitzsch en Wölknitz behoren tot de stad en daarnaast liggen de wüstungen Spauditz, Leiploch en Naundorf gedeeltelijk op het grondgebied van de stad.